# Gerd Horseling
Gerd Horseling (* 15. April 1903 in Goch; † 22. März 1992 ebenda) war ein deutscher Reichstagsabgeordneter der KPD, Bezirksleiter der IG Bau-Steine-Erden und Gewerkschaftssekretär.

## Leben
Gerd Horseling kam im Juli 1932 für die KPD, in die er 1923 eingetreten war, in den Reichstag und wurde im November 1932 und im März 1933 wiedergewählt. Zugleich gehörte er auch dem Gocher Stadtrat an und war Betriebsratsmitglied bei den Margarinewerken. Nach der Machtübernahme durch die NSDAP am 30. Januar 1933 wurde er am 28. Februar verhaftet und in das KZ Sonnenburg gebracht. Nach seiner Entlassung im August 1933 wurde er bei seiner Rückkehr nach Goch sofort wieder verhaftet und anschließend im Gefängnis Kleve inhaftiert. Im Dezember 1933 wurde er entlassen und unter Polizeiaufsicht gestellt. Horseling galt aufgrund seiner politischen Vergangenheit lange Zeit als „wehrunwürdig“ und wurde erst zum Ende des Zweiten Weltkrieges eingezogen. 1945 geriet er in Italien in Gefangenschaft. Im Juli 1945 konnte er nach Goch zurückkehren. Horseling nahm sofort wieder seine gewerkschaftliche Tätigkeit auf und trat energisch für die Einheitsgewerkschaft ein. 1947 wurde er wiederum Stadtrat für die KPD in Goch und 1950 hauptamtlicher Bezirksleiter der IG Bau-Steine-Erden. 1955 wurde Horseling wegen Verteidigung der parteipolitischen Neutralität der Gewerkschaften aus der KPD ausgeschlossen. 1961 trat er in die SPD ein, deren Mitglied er schon in den Jahren 1918 bis 1923 gewesen war. Für die SPD war er wieder Stadtratsmitglied von 1961 bis 1973.
Sein Leitspruch aus den Erfahrungen der Weimarer Republik war:

„Eine Spaltung der Arbeiterschaft darf es nicht mehr geben.“

## Werke
- Erinnerungen. Hrsg. v. H. Werner. 1981 (= Gocher Schriften, Heft 4).
- Die gerade Linie beibehalten. Lebenserinnerungen. WI-Verlag, Düsseldorf o. J. (1989).